# 张芝
張芝（？—192年），字伯英，中国书法家，張奐之子。东汉敦煌郡渊泉县（今甘肃安西县东）人。擅长草书，曹魏书法家韦诞称他为“草圣”。所以历史上称他为“草圣”，其书法被称为“今草”。

## 书法评价
他的草书精劲绝伦，张芝的章草系学杜操、崔瑗，但又有所创新，成为今草。他在书法艺术上的成就，并不是容易得来的。他临池学书，池水尽黑。梁代庾肩吾在《书品》中说：“张芝工夫第一，天然次之。”王羲之推崇钟繇、张芝两家，狂草大师怀素承认从二张（张芝、张旭）得益最多。

## 作品

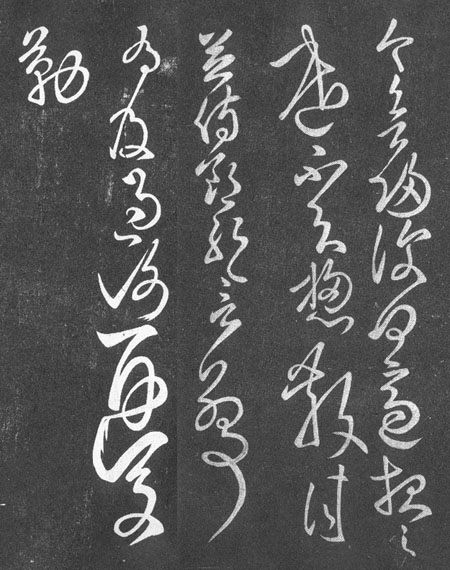
《今欲归帖》

- 《冠军帖》
- 《消息帖》
- 《秋凉帖》
- 《今欲归帖》